# Lomanella
Genre
Lomanella est un genre d'opilions laniatores de la famille des Lomanellidae.

## Distribution
Les espèces de ce genre sont endémiques d'Australie.

## Liste des espèces
Selon World Catalogue of Opiliones (20/05/2021) :
- Lomanella alata Hunt & Hickman, 1993
- Lomanella ambulatorio Hunt & Hickman, 1993
- Lomanella atrolutea Roewer, 1915
- Lomanella balooki Hunt & Hickman, 1993
- Lomanella blacki Hunt & Hickman, 1993
- Lomanella browni Hunt & Hickman, 1993
- Lomanella exigua Hickman, 1958
- Lomanella inermis (Roewer, 1931)
- Lomanella insolentia Hunt & Hickman, 1993
- Lomanella kallista Forster, 1949
- Lomanella parva Forster, 1955
- Lomanella peltonychium Hunt & Hickman, 1993
- Lomanella promontorium Hunt & Hickman, 1993
- Lomanella quasiparva Hunt & Hickman, 1993
- Lomanella raniceps Pocock, 1903
- Lomanella revelata Hunt & Hickman, 1993
- Lomanella thereseae Hunt & Hickman, 1993
- Lomanella troglodytes Hunt & Hickman, 1993
- Lomanella troglophilia Hunt & Hickman, 1993

## Publication originale
- Pocock, 1903 : « On some new harvest-spiders of the order Opiliones from the southern continents. » Proceedings of the Zoological Society of London, vol. 1902, no 2, p. 392–413 (texte intégral).